# Palaan
Palaan is een bestuurslaag in het regentschap Malang van de provincie Oost-Java, Indonesië. Palaan telt 2979 inwoners (volkstelling 2010).